# Jacob Riis

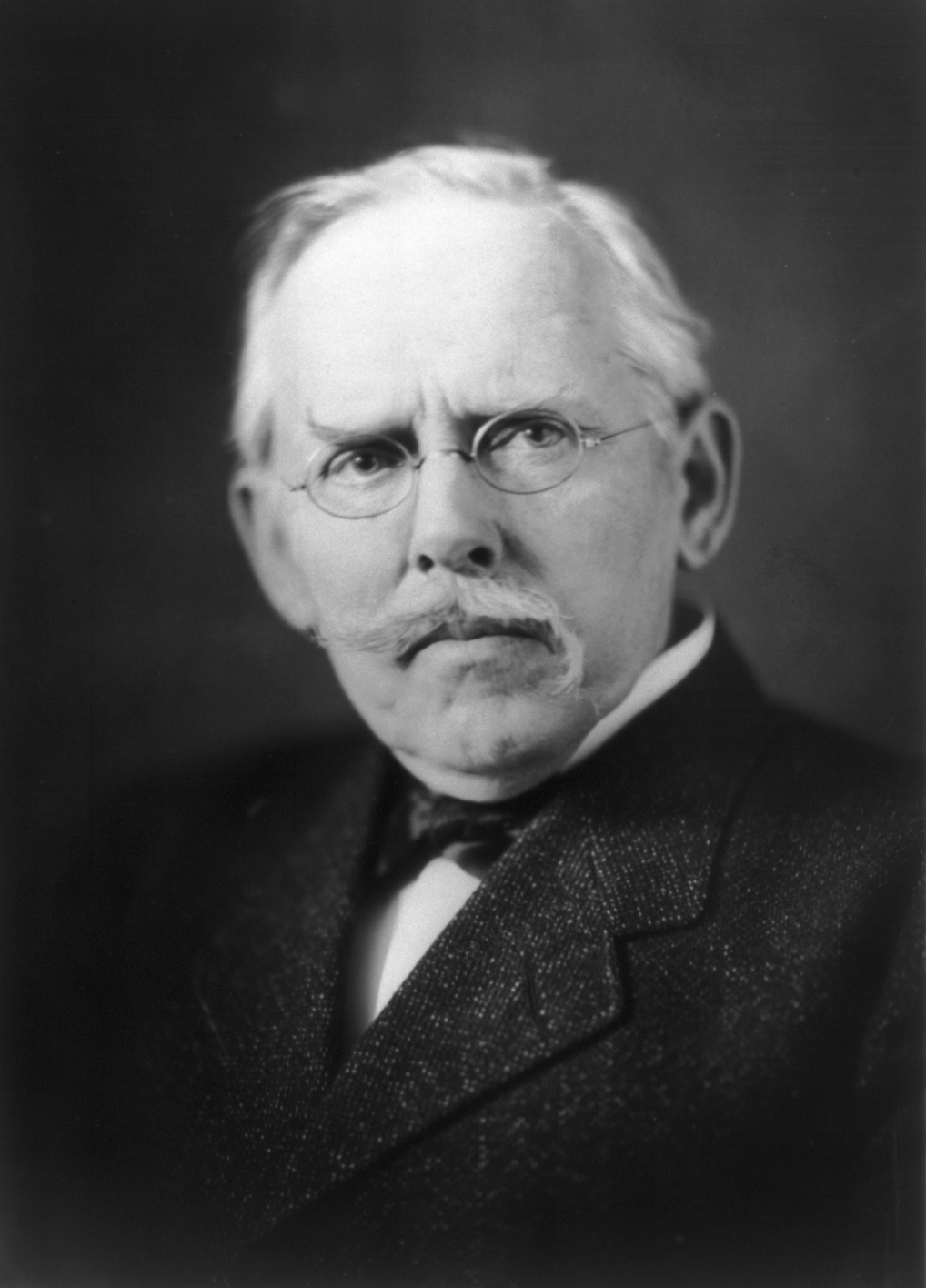
Jacob Riis

Jacob August Riis (3 de maio de 1849 - 26 de maio de 1914) foi um fotógrafo e jornalista de documentário social dinamarquês, naturalizado norte-americano. 
Nascido na Dinamarca, Riis emigrou para os Estados Unidos, em 1870. Riis contribuiu significativamente para a causa da reforma urbana na América na viragem dos séculos XIX para XX. Ficou conhecido por usar os seus talentos fotográficos e jornalísticos para ajudar os pobres da cidade de Nova Iorque; esses pobres nova-iorquinos foram o tema da maioria dos seus prolíficos escritos e fotografias. Riis endossou a implementação de "bairros modelo" em Nova Iorque com a ajuda do humanitário Lawrence Veiller. Além disso, como um dos mais famosos proponentes da nova fotografia casual praticável, é considerado um dos pais da fotografia moderna devido à sua adopção muito precoce do flash.
Enquanto morava em Nova Iorque, Riis vivenciou a pobreza e tornou-se repórter policial escrevendo sobre a qualidade de vida nos bairros pobres. Tentou combater as más condições de vida dos pobres, expondo-as às classes média e alta.

## Primeiros anos
Riis foi o terceiro de 15 filhos do casal formado por Niels Riis, professor da escola e editor do jornal local Ribe, e por Carolina Riis.. Riis foi influenciado por autores que leu desde tenra idade, especialmente Charles Dickens e James Fenimore Cooper. Aos 11 anos de idade, conheceu a perda do seu irmão mais novo, que morreu afogado; a imagem da tragédia, marcá-lo-ia para o resto da vida. Aos 12 anos, Riis surpreendeu os seus pais com o que é considerado o seu primeiro acto filantrópico, doando os seus presentes de Natal para uma família pobre de Ribe num momento de carestia económica. Aos 16 anos, apaixonou-se por Elisabeth Giortz, com quem casaria e teria vários filhos, depois de ter prosperado na América.

## Emigração para os Estados Unidos
Riis viajou para os Estados Unidos em 1870 aos 21 anos em busca de melhores condições de vida. Chegou num momento de grande convulsão social, dada a alta taxa de imigração europeia, os problemas associados à industrialização e os excessos derivados do capitalismo.
A demografia das cidades americanas cresceu significativamente, com grupos heterogéneos de migrantes chegando em massa e estabelecendo enclaves étnicos. Ao desembarcar nos Estados Unidos, Riis foi um dos imigrantes pobres que chegaram com a esperança de prosperar. Como imigrante sem-teto, viu em primeira mão as condições insalubres dos mais pobres, que mais tarde denunciaria nas suas obras.

## Carreira jornalística e fotográfica
Riis trabalhou em vários biscates antes de conseguir um emprego como repórter policial para o jornal New York Evening Sun. Em 1874 ingressou no Brooklyn News, que passou a dirigir. Em 1877, trabalhou como repórter policial para o New York Tribune, bem como correspondente de vários diários dinamarqueses. Durante todo esse tempo como repórter policial, Riis percorreu o submundo de Nova Iorque para documentar e denunciar o modo como a população vivia, nomeadamente os imigrantes e as classes mais pobres. Documentou a criminalidade, a pobreza extrema, a exiguidade habitacional, os sem-abrigo e o trabalho infantil, entre outros temas. Procurou alertar a opinião pública para a necessidade de combater as injustiças sociais e a pobreza, melhorando as condições de vida da população mais pobre.
Riis foi o primeiro jornalista americano a usar o flash de magnésio, permitindo-lhe capturar fotos da vida noturna suburbana, que publicou nos seus artigos de jornal e livros, e a partir das quais fez slides de lanterna mágica para ilustrar as suas palestras, que gozavam de uma grande audiência. 
Em 1890 publicou o seu primeiro livro, How the Other Half Lives, que se tornou um sucesso de vendas. Pela primeira vez na história do documentário social, graças ao incipiente processo tecnológico de semitons (halftones), foram incluídas imagens com aspecto fotográfico para ilustrar o texto, além das gravuras rigorosamente padronizadas. O livro impressionou o Presidente Theodore Roosevelt e ajudou a promoção de importantes reformas sociais. Hoje, continua a ser uma obra de referência incontornável na história social americana.
Riis publicou 12 outras obras, incluindo a sua autobiografia, The Making of an American (1901).